# Свистуновка (Машевский район)
Свистуно́вка (укр. Свистунівка) — село,
Малонехворощанский сельский совет,
Машевский район,
Полтавская область,
Украина.
Код КОАТУУ — 5323083002. Население по переписи 2001 года составляло 94 человека.

## Географическое положение
Село Свистуновка находится на берегах реки Нехворощанки,
ниже по течению примыкает село Малая Нехвороща.
На реке небольшие запруды.

## Экономика
- Молочно-товарная ферма.